# Motmallineun gyeolhon
Motmallineun gyeolhon (못말리는 결혼?), noto anche con il titolo internazionale Unstoppable Marriage, è un film del 2007 diretto da Kim Seong-wook.

## Trama
Hwang Ki-baek e Park Eun-ho sono l'uno l'opposto dell'altra, ma inaspettatamente si innamorano; tuttavia, i due non hanno  fatto i conti con le loro famiglie, che venuti a conoscenza della situazione cercheranno di farli lasciare a tutti i costi.